# Hypenula
Hypenula  (лат.) — род чешуекрылых из подсемейства совок-пядениц.

## Описание
Щупики приподнимаются над головой. Усики реснитчато опушенные. Размах крыльев около 30 мм. Гусеницы, вероятно, питаются опавшими листьями.

## Систематика
В состав рода включают пять видов:
- Hypenula cacuminalis Walker, 1858
- Hypenula caminalis Smith, 1905
- Hypenula complectalis Guenée, 1854
- Hypenula deleona Schaus, 1916
- Hypenula miriam Schaus, 1916

## Распространение
Представители рода встречаются в Северной Америке и на Карибских островах.